# Les Alqueries
Les Alqueries en valencien ou Alquerías del Niño Perdido en castillan (dénomination officielle bilingue depuis le 13 février 2015), est une commune d'Espagne de la province de Castellón dans la Communauté valencienne. Elle est située dans la comarque de Plana Baixa et dans la zone à prédominance linguistique valencienne. La commune a été créée le 18 juillet 1985 par séparation de Vila-real.

## Géographie

Localisation de Les Alqueries
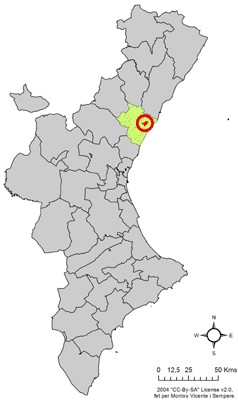
dans la Communauté valencienne.
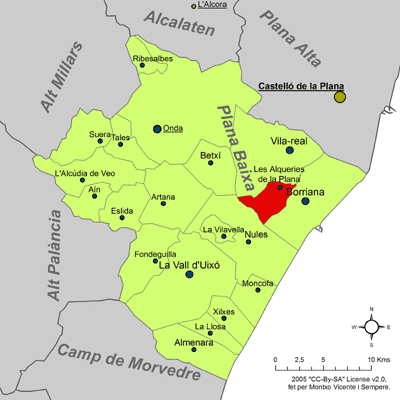
dans la comarque de Plana Baixa.